# Кольморденский зоопарк
Кольморденский зоопарк (швед. Kolmårdens djurpark) — зоопарк в Швеции, расположенный в географической местности Кольморден, в 18 км от города Норрчёпинг. Один из крупнейших зоопарков Скандинавии, включает в себя также первый дельфинарий в Скандинавии, открытый в 1969.

## История
Планы основания зоопарка появились в 1962 году. Его строительство началось 31 августа 1964 года, а открытие — 27 мая 1965 (в этот день вход стоил всего 5 шведских крон и зоопарк посетило 40 тысяч человек). В 1997 году зоопарк был передан из муниципальной собственности в частную собственность. С 2001 парк принадлежит фирме Parks & Resorts Scandinavia.

## Животные
В зоопарке живут азиатские слоны — подарок шведскому королю от короля Таиланда, а также рыси, амурские тигры, львы, волки, бурые медведи, лоси, жирафы, гиббоны, страусы, верблюды, пингвины, хищные птицы и другие.